# Hulihalli, Hassan
Hulihalli là một làng thuộc tehsil Hassan, huyện Hassan, bang Karnataka, Ấn Độ.